# Celleporina
Celleporina är ett släkte av mossdjur som beskrevs av Gray 1848. Celleporina ingår i familjen Celleporidae.
Släktet Celleporina indelas i:
- Celleporina aspera
- Celleporina asymmetrica
- Celleporina avicularia
- Celleporina avicularidentata
- Celleporina bellatula
- Celleporina bicostata
- Celleporina bidenticulata
- Celleporina bilabiata
- Celleporina boryi
- Celleporina caliciformis
- Celleporina caminata
- Celleporina canariensis
- Celleporina cochlearia
- Celleporina conescharellinoides
- Celleporina costata
- Celleporina costazii
- Celleporina decipiens
- Celleporina derungsi
- Celleporina diota
- Celleporina excisa
- Celleporina fistulata
- Celleporina fragilis
- Celleporina fusiformis
- Celleporina geminata
- Celleporina globosa
- Celleporina grandis
- Celleporina granum
- Celleporina hainanica
- Celleporina hemiperistomata
- Celleporina irregulatum
- Celleporina kyurokushimaensis
- Celleporina labiata
- Celleporina lacrimula
- Celleporina langei
- Celleporina longirostris
- Celleporina lucida
- Celleporina mangnevillana
- Celleporina minima
- Celleporina munita
- Celleporina nordenskjoldi
- Celleporina parvula
- Celleporina perplexa
- Celleporina pisiformis
- Celleporina platalea
- Celleporina podistra
- Celleporina porosissima
- Celleporina procumbens
- Celleporina protainii
- Celleporina proximalis
- Celleporina pygmaea
- Celleporina radiata
- Celleporina reginae
- Celleporina robertsoniae
- Celleporina rostellata
- Celleporina rota
- Celleporina serrirostrata
- Celleporina sinica
- Celleporina sinuata
- Celleporina siphuncula
- Celleporina solida
- Celleporina souleae
- Celleporina spatula
- Celleporina surcularis
- Celleporina tiara
- Celleporina tropica
- Celleporina tubulata
- Celleporina tubulosa
- Celleporina umbonata
- Celleporina wellingtonensis
- Celleporina ventricosa